# Jean-Michel Phelippot
Jean-Michel Phelippot,né à Paris en 1743 et mort le 3 septembre 1792 dans cette même ville est un prêtre catholique français, martyr en haine de la foi. Assassiné lors du massacre du séminaire Saint-Firmin, il est béatifié 134 années plus tard par le pape Pie XI le 17 octobre 1926.

## Contexte historique
La France révolutionnaire déclare la guerre à l'Autriche le 20 avril 1792 ; les premières pertes du conflit font porter la responsabilité de celles-ci au clergé réfractaire et ses partisans soupçonnés de comploter avec l'ennemi. Le 25 juillet 1792 par le Manifeste de Brunswick les Autrichiens et les Prussiens menacent Paris d'« une exécution militaire et d'une subversion totale »  si la « famille royale subissait le moindre outrage ».
En revanche le 10 août 1792 le peuple de Paris en colère abat la monarchie. Sans-culottes et volontaires de Brest et de Marseille prennent le Palais des Tuileries ; les ordres religieux restants, y compris les écoles et les hôpitaux sont supprimés et ceux qui sont réfractaires au serment doivent partir ou être arrêtés et expulsés

## Reconstitution biographique
Jean-Michel Phelippot est prédicateur à Paris, chapelain au Collège de Navarre.

### Le séminaire Saint-Firmin
Il occupait les numéros 2, 4, et 4 bis de l'actuelle rue des Écoles dans le Vè arrondissement. En 1632, les bâtiments prennent le nom de collège et de séminaire saint Firmin (une chapelle y est dédiée à ce saint). En 1763, le collège est rattaché  au collège Louis-Le-Grand ; le reste  des bâtiments demeure séminaire jusqu’à la Révolution.
Au mois d'août 1792 le séminaire Saint-Firmin devient un dépôt pour les prêtres qui n'ont pas prêté le serment et les laïcs qui les suivent, les communautés religieuses du quartier et également les aumôniers des hôpitaux. Jean-Michel Phelippot y est incarcéré depuis le 23 août parce qu'il est contre la constitution civile du clergé et l'Église constitutionnelle déclarée schismatique par le pape Pie VII.

### Le massacre
Le 1er septembre le bruit court que les Prussiens ont investi Verdun et ont exigé sa reddition. Le 2 septembre au matin la Commune insurrectionnelle fait placarder dans Paris un appel aux armes Les sans-culottes sont pris de panique et ils craignent que des contre-révolutionnaires emprisonnés surgissent tout à coup et rejoignent l'ennemi ; pendant plusieurs jours ils vont « éliminer » en un mot « massacrer » c'est-à-dire, tuer.
Cependant la nuit du 2 au 3 septembre quatre personnes sur 90 du dépôt du Séminaire Saint-Firmin, réussissent à sortir en sautant par dessus des murs et des toits ; les autres en se blotissant dans de vieux greniers où elles vont demeurer deux jours sans se montrer et sans aucun secours. Et d'autre part, huit à dix personnes qui franchissent avec une échelle le mur qui séparait le séminaire du Collège du Cardinal-Lemoine
Le 3 septembre à 5 heures 30 du matin les « septembriseurs » s'attaquent aux prêtres incarcérés,. Ils parcourent les galeries, tuant. Certains sont précipités par les fenêtres et achevés sur le pavé. Les cadavres  de la rue sont enlevés le jour même et, dévêtus, ils sont emmenés aux carrières de la Tombe-Issoire Trois jours passeront et on enlèvera les cadavres restés à l'intérieur après avoir récupéré leurs vêtements ; conjointement il est procédé en même temps à l'inventaire de leurs chambres et des scellés sont posés

## Béatification
Parmi les milliers de victimes de septembre 1792, l’Église catholique a retenu les noms de 3 évêques, 181 prêtres (dont Jean-Michel Phelippot) 2 diacres, 1 clerc et 4 laïcs, dont elle a reconnu, en 1926, la mort par fidélité à Rome. Ils sont alors béatifiés, déclarés bienheureux et leurs noms sont inscrits au Martyrologe romain.

## Mémoire liturgique
Il est fêté le 3 septembre.